# (24998) Hermite
(24998) Hermite (1998 OQ4) – planetoida z pasa głównego asteroid okrążająca Słońce w ciągu 3,42 lat w średniej odległości 2,27 j.a. Odkryta 28 lipca 1998 roku.